# Baloskion tetraphyllum
Espèce
Synonymes
- Baloskion dichotomum Raf.[1] [2]
- Baloskion tetraphyllum subsp. tetraphyllum[1]
- Restio tetraphyllus Labill.[1] [2]

Baloskion tetraphyllum est une espèce de plantes herbacées xérophiles de la famille des Restionaceae.

## Liste des sous-espèces
Selon Tropicos (13 mars 2023) :
- Baloskion tetraphyllum subsp. meiostachyum (L.A.S. Johnson & O.D. Evans) B.G. Briggs & L.A.S. Johnson
- Baloskion tetraphyllum subsp. tetraphyllum